# Mira (stato)

Mira nell'Anatolia occidentale

Mira (ca. 1330-1190 a.C.) era un regno dell'Anatolia occidentale nella tarda età del bronzo II A, tributario prima del regno di Arzawa e poi degli Ittiti.
Sorto forse intorno al 1330 a.C., era situato a nord-nord-ovest della Pisidia (Hapalla). Era uno dei regni vassalli semi-autonomi emersi nell'Anatolia occidentale (Asia Minore) dopo la sconfitta e la divisione del più grande regno di Arzawa da parte del conquistatore, il re ittita Suppiluliuma I. Tra i vari piccoli regni in cui venne suddivisa la nazione Arzawa, ne rimase uno che corrispondeva al nucleo territoriale originario, centrato su Apasa (Efeso), che oggi gli studiosi, seguendo una intuizione della Heinhold-Kramer, chiamano "Arzawa Minor", con Mira situata ad est.

## Localizzazione
Secondo l'interpretazione attuale, il confine settentrionale di Mira con la Terra del fiume Seha era segnato dal bassorilievo di Karabel. Il confine meridionale con il territorio di Lukka si trovava probabilmente a Milasa, mentre il confine orientale con Hapalla e il regno ittita poteva trovarsi nei dintorni di Afyon. I confini con altri territori, come Pitašša, Maša e il regno di Arzawa, sono attestati solo in periodi limitati. Mira era il territorio Arzawa più vicino al regno ittita.

## Storia

### La frammentazione del mondo Arzawa
Il primo riferimento a Mira ci giunge dal re Ittita Šuppiluliuma I che nei primi anni del proprio regno (1345-1340 a.C. ca) sottomise l'intera area degli Arzawa, situata nell'Ovest dell'Anatolia dopo che, appena un ventennio prima, erano stati gli Arzawa, uniti sotto Tarhuna-Radu, a sottrarre territori agli Ittiti. E così, durante la fase di riscatto degli Ittiti, Suppiluliuma ci narra nelle sue "Gesta" che un principe arzawa in fuga, Mashuiluwa, cacciato dalla propria terra dai fratelli, riparò da lui chiedendo aiuto; il re Ittita lo accolse e addirittura gli dette in sposa una propria figlia, Muwatti, probabilmente convinto di poter restituire al genero il trono del proprio paese e con la speranza di suggellare così il legame tra i due stati.
In realtà Suppiluliuma non riuscì nell'operazione, o almeno non subito, e per tornare o salire sul trono di Mira, Mashuiluwa dovette attendere qualche tempo e la stabilizzazione completa dell'area Arzawa.

### Mashuiluwa, il primo re
Fu il successore di Suppiluliuma, Muršili II,  a porre sul trono di Mira Mashuiluwa, che dunque risulterebbe essere il primo sovrano della storia di questo regno: la recente decifrazione da parte di Hawkins dei cosiddetti Rilievi di Karabel (una serie di bassorilievi sul passo montano di Karabel, in Turchia Occidentale, che segnava forse il confine del regno di Mira) che celebrano Tarkasnawa, un sovrano successivo, e la sua genealogia, rimandano a Mashuiluwa come sovrano iniziale della dinastia regnante della città di Mira.
Durante la rivolta Arzawa condotta dal re Uhha-Ziti, che dalla città di Apasa regnava sull' Arzawa Minor (1319), Mashuiluwa non solo rimase fedele agli Ittiti ma combatté con essi sconfiggendo l'esercito Arzawa guidato dal figlio del sovrano, Piyama-Kurunta; la popolazione di Mira verosimilmente si divise tra le due fazioni, il che avvalorerebbe l'ipotesi di cui sotto che Mira in quel momento facesse parte del regno di Arzawa Minor e non avesse un sovrano proprio.
L'intervento finale di Muršili II col proprio esercito detta la svolta decisiva alla contesa, e gli Ittiti riconquistarono definitivamente i territori domando la rivolta; Mursili installò il fedele vassallo sul trono ed in più, probabilmente proprio come premio per la fedeltà dimostrata, annetté allo stato di Mira i territori del regno che gli studiosi chiamano "Arzawa Minor"; il sovrano Ittita lasciò a Mira anche 600 soldati come guardia personale di Mashuiluwa, a testimonianza della instabilità del momento.
Oggi alcuni storici ritengono probabile che in realtà Mira non fosse mai stato fino ad allora uno stato indipendente, ma che fosse parte di una entità territoriale, detta oggi appunto Arzawa Minor; secondo questa teoria, dopo la rivolta, Mursili avrebbe spostato la sede del regno a Mira, appuntandovi Mashuiluwa.
Infatti negli annali Ittiti ci si riferirà a lui come "il Signore di Arzawa".
È possibile che oltre alla fedeltà verso gli Ittiti, Mashuiluwa avesse anche motivi personali per schierarsi contro Uhha-Ziti: un passaggio negli Annali di Mursili, infatti, lascia intendere che proprio Mashuiluwa potesse essere l'erede legittimo del trono di Arzawa, forse addirittura di Grande Arzawa, come suggerisce Starke, e che Uhha-Ziti potesse essere un usurpatore, magari uno dei fratelli che lo avevano esiliato: "...e la terra di Mira...io restitui a Mashuiluwa, e la casa ed il trono di suo padre io restituii a lui".
Fu invece Mashuiluwa stesso a ribellarsi agli Ittiti un decennio più tardi (1310), nel 12º anno di regno di Mursili: ancora una volta Mursili dovette muovere ad Ovest, contro il cognato che per ragioni a noi sconosciute lo aveva sfidato; ed ancora una volta l'esercito Ittita ebbe la meglio, nonostante Mashuiluwa avesse trascinato con sé nella rivolta le zone Arzawa di Pitassa e Maşa.
Sconfitto riparò a Maşa, ma Mursili assediò la città, riducendola allo stremo, finché furono gli stessi abitanti a consegnargli il ribelle.
Muršili II risparmiò la vita a Mashuiluwa che fu comunque rimosso dal trono e confinato ad Ḫattuša, presumibilmente in un monastero.

### Kupanta-Kurunta e gli Ittiti
Sul trono di Mira, il re Mursili, pose il figlio adottivo dell'ex-sovrano e della sorella Muwatti, suo nipote Kupanta-Kurunta (figlio naturale di un fratello di Mashuiluwa), che doveva essere molto giovane all'epoca,, che si ritrovò così a comandare lo stato Arzawa più esteso ed importante.
Mursili II, infatti, domata la ribellione del 1319, aveva cancellato lo sconfitto regno di Arzawa Minor, annettendone i territori a quelli di Mira, probabilmente per premiare la fedeltà dimostrata in quell'occasione da Mashuiluwa.
Kupanta Kurunta venne sempre trattato come membro della famiglia reale Ittita, ed è ricordato nei trattati stipulati tra gli Ittiti ed i loro vassalli, con esplicite raccomandazioni a proteggerlo ed assisterlo in caso di necessità; nelle riuscite operazioni di riconquista da parte Ittita del regno di Wilusa narrate nella Lettera di Manhapa-Tarhunta, Kupanta-Kurunta appoggiò con un contingente di Mira le milizie del generale Kassu.
Durante la guerra civile Ittita del 1265 rimase, come quasi tutto il mondo Arzawa, al fianco del cugino Hattušili III quando depose suo nipote il re Muršili III, ed anzi si preoccupò di rassicurare sovrani esteri, tra i quali Ramses II, sulla stabilità del regno dopo l'avvento del nuovo sovrano, con una corrispondenza personale che presuppone uno status ben più elevato di quello di semplice re vassallo.
Kupanta-Kurunta morì attorno al 1250-1240, lasciando brevemente il trono al figlio Alantalli: questi infatti si ribellò al re Ittita Tudhaliya IV dal quale fu sconfitto e detronizzato, venendo sostituito a propria volta dal figlio Tarkasnawa.

### L'età d'oro: l'avvento di Tarkasnawa
Evidentemente stimando le capacità e la fedeltà del giovane vassallo, il sovrano ittita compì una scelta senza precedenti, innalzando lo stato di Mira ad una sorta di supervisore regionale dell'area Arzawa : in sostanza gli altri vassalli della zona per la prima volta non dovevano relazionarsi e riferire alla corte di Ḫattuša, ma a Tarkasnawa, che poi sarebbe stato l'interlocutore di Tudhaliya.
Gli studiosi ritengono che l'accordo abbia funzionato: l'area Arzawa sarebbe rimasta relativamente stabile per decenni ed anzi le forze congiunte di Tudhaliya IV e Tarkasnawa avrebbero attaccato ed espugnato Millawata /Mileto, la roccaforte anatolica per decenni dello stato miceneo di Ahhiyawa (1225 ca.), cancellando così definitivamente ogni pretesa espansionistica di quest'ultimo nella zona.
Con il passare degli anni, ed il lento declino dell'impero ittita alle prese con la crescente pressione degli Assiri ad Est e le consuete lotte dinastiche per il trono, la posizione di Mira deve essere cambiata: dalla corrispondenza infatti si nota che, pur restando vassallo, il tono con cui Tudhaliya IV si rivolge a Tarkasnawa è assai conciliante, quasi da pari, chiamandolo "Mio figlio"; chiede e non impone, rammenta obblighi del suddito verso di lui per ottenere ciò che domanda; oggi gli studiosi ritengono che verso la fine del regno di Tarkasnawa o in quello del suo successore (quindi negli ultimi anni dell'avventura Ittita), Mira possa essere stato il fulcro di un nuovo, unico stato Arzawa, come quello che un secolo e mezzo prima si era unito sotto Uhha-Ziti, ma stavolta non antagonista degli Ittiti, semmai alleato o debolmente suddito.
C'è oggi quasi totale accordo tra gli studiosi sul fatto che Tarkasnawa sia il destinatario della famosa Lettera di Millawata.
Di recente Hawkins ha decifrato una serie di rilievi sul passo montano di Karabel (appunto detti Rilievi di Karabel), ritenuti la stele di confine dello stato di Mira; in essi Tarkasnawa elenca la propria genealogia di famiglia reale fino al nonno Kupanta-Kurunta, un ulteriore segno, assieme ad un sigillo reale ritrovato a Bogazkoy con impresso il nome inizialmente letto come "Tarkondemos" ed oggi invece tradotto in "Tarkasnawa", del potere e dell'importanza raggiunti dallo stato di Mira e dal suo re.

### La fine: i Popoli del Mare
Tarkasnawa deve essere morto nei primissimi anni del XII secolo; è possibile che tale Parhuitta (o Mashuitta) che compare in una missiva inviata da un sovrano ittita gli sia succeduto sul trono e che possibilmente fosse suo figlio, risultando verosimilmente l'ultimo sovrano del regno: infatti agli inizi del XII secolo tutta l'area anatolica verrà devastata dalle incursioni dei Popoli del Mare, e le potenze della zona, compresa Mira e l'impero ittita, travolte, scompariranno per sempre.